# Yehuda Ha-Levi
Yehuda Ben Šmu'el Ha-Levi, noto in italiano anche come Giuda Levita (Tudela, 1075 o 1085 – Il Cairo, 1141), è stato un rabbino, filosofo, poeta, teologo e medico di al-Andalus.
Era soprannominato il Cantore di Sion; fu autore del Kuzari e lascia 800 poemi, tra cui le Odi di Sion.

## Biografia
Assai giovane, percorre la Spagna, in preda ai devastanti conflitti tra cristiani e musulmani Almoravidi. Studia in al-Andalus e si mette in luce per una sua vittoria in un certame poetico a Cordova. Incontra poi a Granada i poeti sefarditi Moise ibn Ezra e Abraham ibn ‛Ezra, ai quali si legherà d'una amicizia che durerà tutta la vita.
Le persecuzioni degli Almoravidi disperdono i poeti di Granada. Yehuda Ha-Levi riprende allora i suoi viaggi e si reca presso il vizir ebreo Meir ibn Kamniel a Siviglia e il Maestro talmudico Joseph ibn Migash a Lucena. Pratica la medicina a Toledo, allora tornata cristiana, che lascia nel 1109 col suo amico Abraham ibn ‛Ezra. Proseguono insieme i loro viaggi attraverso la Spagna musulmana (Cordova) e Nordafrica.
Partigiano del ritorno a Sion, Yehuda Ha-Levi arriva ad Alessandria d'Egitto, poi al Cairo, dove muore nel 1141, prima d'aver potuto imbarcarsi alla volta della Palestina. La leggenda lo fa morire alle porte di Gerusalemme sotto gli zoccoli d'un cavallo.

## Opere
Yehuda Ha-Levi compose circa trecento opere religiose, ispirate dagli argomenti del salmo davidico e descriventi l'amore di Dio, del Popolo, della Terra lontana, oltreché la descrizione delle bellezze del creato. Questi componimenti si caratterizzarono per il comune denominatore della speranza per il futuro, dell'invito all'atto di penitenza e della meditazione riguardante la misericordia e la giustizia divine.
Yehuda Ha-Levi compose circa quattrocento poesie profane, i cui temi principali risultarono l'amore, l'amicizia, la bellezza delle stagioni, tutti descritti con profonda spontaneità.
Tra le opere profane vanno citate le Poesie di Viaggio, documentanti il pellegrinaggio intrapreso da Giuda Levita in Palestina, nelle quali si intrecciarono le descrizioni della natura con l'argomento del Ritorno.
È anche autore di elegie, radunate sotto il titolo di "Sionidi" ("Zion ha-lo Tish'ali"), alcune delle quali sono riprese nella liturgia tradizionale del 9 av, che commemora la caduta del Tempio di Gerusalemme.

### Kuzari
Infastidito dall'attrazione che esercitavano il Cristianesimo, l'Islam e la filosofia anche sul popolo ebraico, compose verso il 1140, alla fine della sua vita, il suo capolavoro, redatto in lingua araba: il Kitāb al-ḥujja wa l-dalīl fī nuṣr al-dīn al-dhalīl, in italiano "Il libro dell'argomentazione e della prova in difesa della religione disprezzata", più noto sotto il titolo che gli dette il suo traduttore Samuel ibn Tibbon, il Kuzari in risposta alle domande di un Caraita, egli dirà, ispirandosi alla conversione al Giudaismo del re dei Cazari e dei suoi sudditi quattro secoli prima.